# الخر
الَخر (به اسپانیایی: Alájar) یک شهرستان در اسپانیا است.

## خصوصیات
الَخر ۴۱ کیلومترمربع مساحت و ۷۷۱ نفر جمعیت دارد.